# طاهره جوهرچی
طاهره جوهرچی (زادهٔ ۱۳۳۷) نخستین گردشگر ایرانی در قطب جنوب و دومین زن ایرانی مسافر به آنجا (پس از آیرین شیوایی) است. سفر او از از ۱۵ تا ۲۴ بهمن ماه سال ۱۳۸۷ به طول انجامید.

## زندگی‌نامه
طاهره جوهرچی زادهٔ سال ۱۳۳۷ خورشیدی در تهران است. او در رشته جامعه‌شناسی دانشگاه تهران پذیرفته شد. سپس تحصیلات کارشناسی ارشد خویش را در رشته حسابداری ادامه داد.

## شرح سفر
سفر او از ایران از ۱۱ بهمن به مقصد فرانکفورت و از آنجا به بوئنوس آیرس، پایتخت آرژانتین، آغاز شد. او سپس از آنجا به سمت شهر اوسوایا، جنوبی‌ترین شهر کره زمین، پرواز کرد. سفر او از ۱۵ بهمن با حرکت کشتی از اوسوایا به سمت قطب جنوب آغاز شد و این سفر ۹ روز طول کشید. در پایان او ۲۶ بهمن به ایران بازگشت.